# Бадан (Од)
Бада́н (фр. Badens) — коммуна во Франции, находится в регионе Лангедок — Руссильон. Департамент коммуны — Од. Входит в состав кантона Капандю. Округ коммуны — Каркасон.
Код INSEE коммуны — 11023.

## Население
Население коммуны на 2008 год составляло 752 человека.
| 1962 | 1968 | 1975 | 1982 | 1990 | 1999 | 2008 |
| ---- | ---- | ---- | ---- | ---- | ---- | ---- |
| 545  | 662  | 519  | 554  | 570  | 626  | 752  |

## Экономика
В 2007 году среди 508 человек в трудоспособном возрасте (15—64 лет) 358 были экономически активными, 150 — неактивными (показатель активности — 70,5 %, в 1999 году было 68,5 %). Из 358 активных работали 309 человек (169 мужчин и 140 женщин), безработных было 49 (23 мужчины и 26 женщин). Среди 150 неактивных 45 человек были учениками или студентами, 48 — пенсионерами, 57 были неактивными по другим причинам.